# Tiberens
|  | No s'ha de confondre amb Tibarans. |

Els tiberens o tibarens (en llati tibereni o tibareni, en grec antic Τιβαρηνοί o Τιβαρανοί) eren una tribu de la costa del Pont, que vivien entre els calibis i els mosinecs, a l'est del riu Iris.
Heròdot en parla per primer cop, i els suposa d'origen escita. Estrabó diu que habitaven les muntanyes de la Còlquida i diu que la seva principal ciutat era Cotiora. Sembla que eren un poble feliç, inofensiu i ben avingut, i que acomplia les seves feines amb satisfacció, segons Apol·loni de Rodes, Esteve de Bizanci i el Periple de Hannó. Heròdot diu que anaven armats amb elms de fusta, petits escuts, i llances curtes amb puntes llargues. Xenofont va passar tres dies viatjant pel seu territori durant l'Expedició dels deu mil.
Els tiberens, els calibis i els mosinecs, encara eren veïns entre ells, al llarg de la costa de la mar Negra encara a l'època romana. Els tiberens, juntament amb altres tribus georgianes, van ser sotmesos per l'Imperi Aquemènida als segles VI-V aC i van ser incorporats a la Satrapia XIX.
Alguns autors relacionen els tiberens amb la tribu de Capadòcia anomenada Tabal, i Heròdot diu que els tabal vivien al sud dels tiberens.